# Ivete Sangalo
Ivete María Dias de Sangalo Cady (ur. 27 maja 1972 w Juazeiro) – brazylijska wykonawczyni muzyki Axé i MPB, piosenkarka, kompozytorka i aktorka. Wydała sześć albumów z zespołem Banda Eva i siedem albumów solowych, co uczyniło ją jedną z najpopularniejszych współczesnych piosenkarek w Brazylii. Jej muzyka jest również znana w Portugalii. W trakcie swojej kariery otrzymała 14 nominacji do Latin Grammy Awards. Wygrała tę nagrodę dwa razy w swojej karierze.

## Role Dubbingowe
- Samoloty – Carolina Santos (Brazylijska wersja Rochelle)